# Mogodé
Mogode (ou Mougade, Mugode) est une commune et un arrondissement du Cameroun dans la région de l'Extrême-Nord et le département du Mayo-Tsanaga, à proximité de la frontière avec le Nigeria.

## Population
Lors du recensement de 2005, la commune comptait 112 905 habitants, dont 8 421 pour Mogodé Ville.

## Structure administrative de la commune
Outre Mogodé proprement dit, la commune comprend notamment les villages suivants :
- Amsa
- Dzambou
- Zimi
- Gouria
- Gova
- Haou
- Houpou
- Karantchi
- Kila
- Koffi-Rhoumzou
- Kortchi
- Liri
- Modele
- Mouftoum
- Nora
- Oudava
- Rhoumsiki
- Rhoumzou
- Roufta
- Sir
- Sirakouti
- Tchamahe
- Tchanawa
- Teki
- Vitte
- Walaka
- Yele

## Personnalités nées à Mogodé
- Jacob Kodji, général

## Galerie de photographies

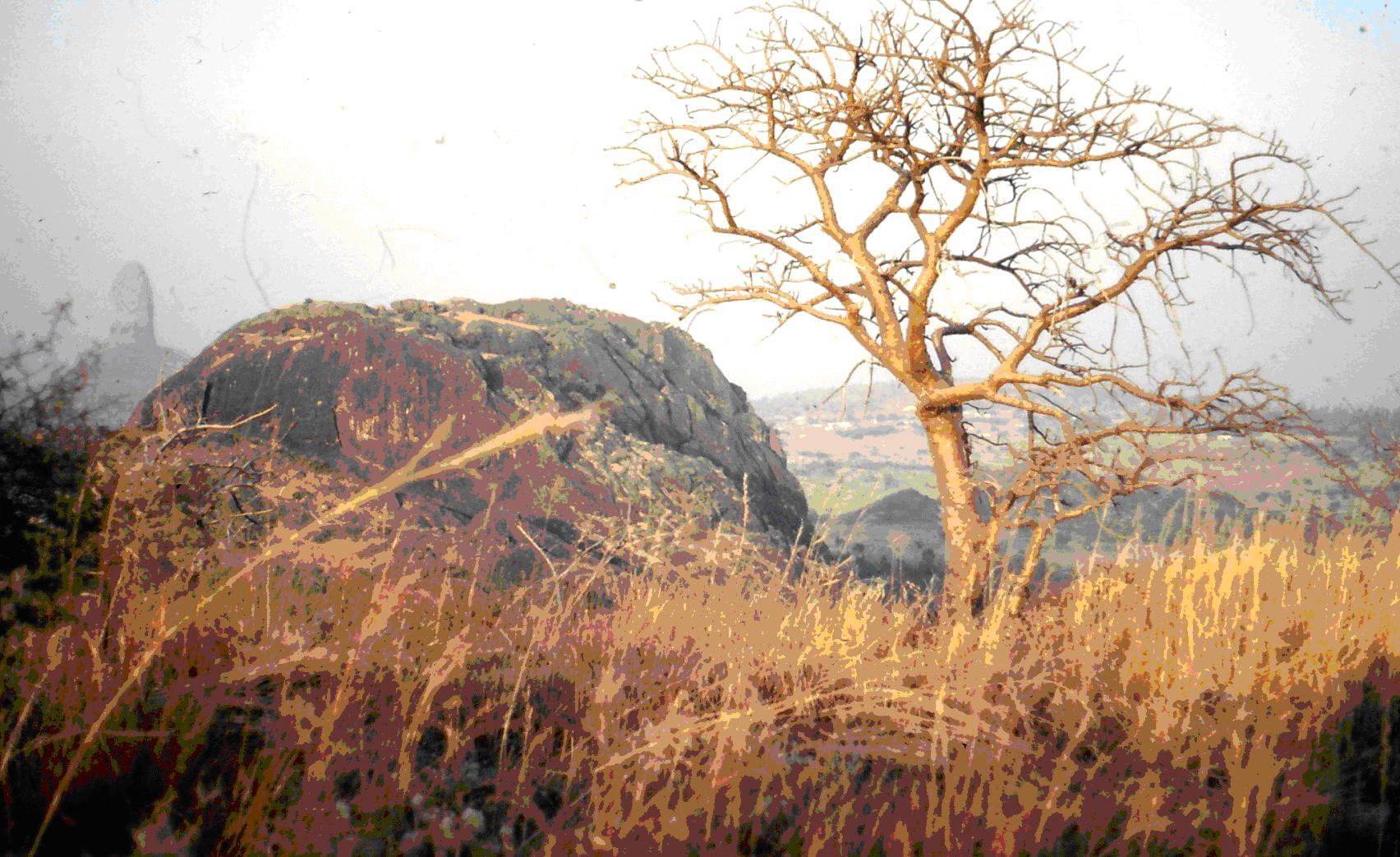
La montagne sacrée de Mogodé, lieu de l'habitation primordiale. Kapsiki.
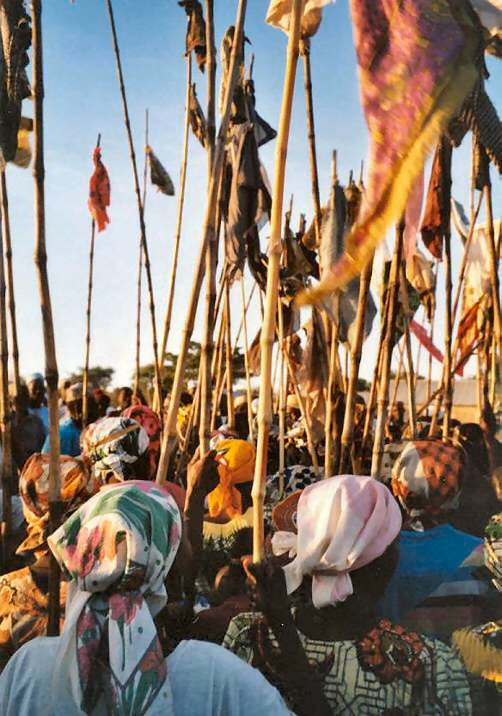
Les femmes au festival annuel de Mogodé, Kapsiki (Cameroun).
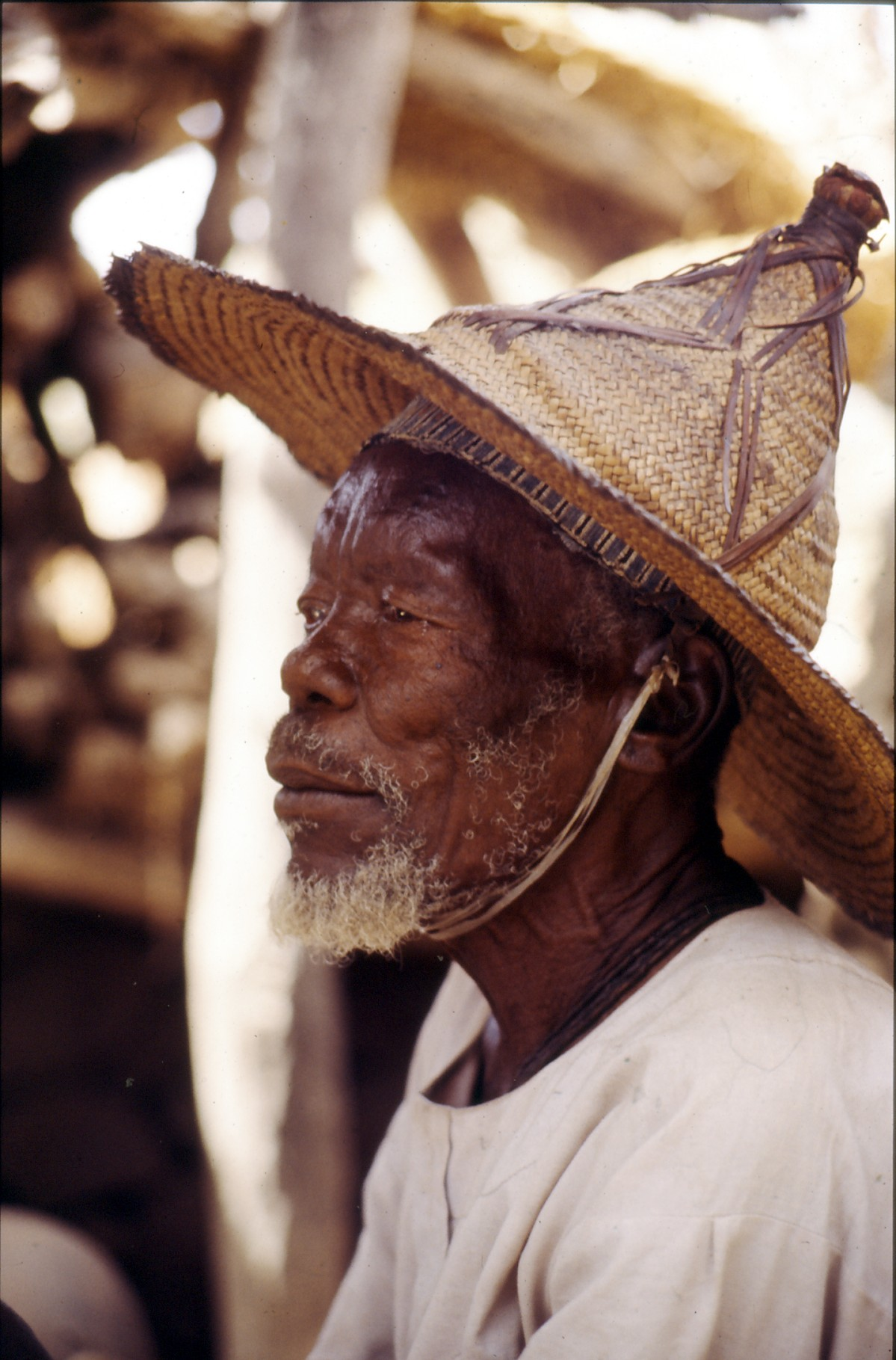
Vandu Zratè, un ancien respecté du village de Mogodé. Kapsiki.